# ТЕС Карн-Алам
ТЕС Карн-Алам – теплова електростанція у центральній частині Оману, котра відноситься до комплексу об’єктів нафтового родовища Карн-Алам.
У 2004 році на проекті Карн-Алам ввели в експлуатацію дві газові турбіни потужністю по 70 МВт. Кожна з них була підключена до котла-утилізатора, проте не з метою створення комбінованого парогазового циклу по виробництву електроенергії, а для продукування технологічної пари. Останню подавали по свердловинах до нафтових покладів, що дозволяло зменшити в’язкість нафти та збільшити її видобуток. Якщо до того за чотири десятки років з початку розробки родовища вдалось вилучити із нього лише 4% нафти, то після реалізації проекту цей показник повинен досягти 35%, а добовий видобуток має зрости з 1,2 до 35 тисяч барелів на добу.
В 2008 та 2014 роках станцію доповнили ще двома більш потужними газовими турбінами з показником по 126 МВт.
Як паливо турбіни використовують газ, постачений з родовища Сайх-Ніхавл через два газопроводи довжиною по 21 км, виконані в діаметрі 250 мм та 300 мм і розраховані на робочий тиск у 9,5 МПа та 9,3 МПа (ці перемички формально відносяться до системи South Oman Gas Line).